# 立石駅
立石駅（たていしえき）は、大分県杵築市山香町大字立石字乙丸にある、九州旅客鉄道（JR九州）日豊本線の駅である。
小倉駅から続いてきた複線は当駅で一旦合流し、隣の中山香駅まで単線となる。

## 歴史
- 1910年（明治43年）12月15日：大分線の宇佐駅 - 中山香駅間の開通に伴い[2]、開業[3]。
- 1961年（昭和36年）10月1日：貨物の取り扱いを廃止[4]。
- 1965年（昭和40年）7月：駅舎改築[1][5]。
- 1966年（昭和41年）9月28日：日豊本線の当駅 - 西屋敷駅間の複線化が完成[6]。
- 1967年（昭和42年）4月1日：日豊本線の小倉駅 - 幸崎駅間の電化開通[7]。
- 1984年（昭和59年）2月1日：荷物扱い廃止[4]。
- 1986年（昭和61年）11月1日：無人駅化される[8]。
- 1987年（昭和62年）4月1日：国鉄分割民営化により九州旅客鉄道（JR九州）の駅となる[9]。
- 2012年（平成24年）12月1日：ICカード「SUGOCA」の利用が可能となる[10]。

## 駅構造
西屋敷駅から分かれた上下線の合流地点に存在する。地形と駅構内の線形の関係で上下のホームの位置がやや離れている。
駅前には比較的大きな集落があることに加え、駅の西側（上り側）には蒸気機関車の全盛期、難所といわれた立石峠があり補助機関車の連結・解放を行っていたため、列車運行上重要な駅とされていた。そのため急行列車が停車し、島式ホーム2面4線の大きな設備を有していたが、現在では2線が撤去され相対式ホーム2面2線の地上駅となっている。
現在の駅舎は1965年（昭和40年）に建てられた鉄骨コンクリート造のもので、駅構内には地元の保育園・小学校の児童によって作られた作品がたくさん飾られている。待合室も設置されているが、窓枠を残すのみで窓が填められておらず吹きさらしのままである。駅長室や改札口は整備されているものの、現在駅員は常駐しておらず、無人駅となっている。そのため、切符は自動券売機で購入する。
駅前広場も大きめに作られており、駅舎横には木製のテーブルと椅子を設置した休憩スペースが設けられているほか、乗務員詰所跡が残っている。現在は駅員に代わり、地元の有志によって駅の清掃活動が行われているほか、駅ノートが設置されている。
ICカードSUGOCAは出入場のみ対応し、当駅でチャージや購入はできない。

### のりば
| のりば | 路線      | 方向 | 行先           |
| ------ | --------- | ---- | -------------- |
| 1      | ■日豊本線 | 上り | 中津・小倉方面 |
| 2      | ■日豊本線 | 下り | 別府・大分方面 |

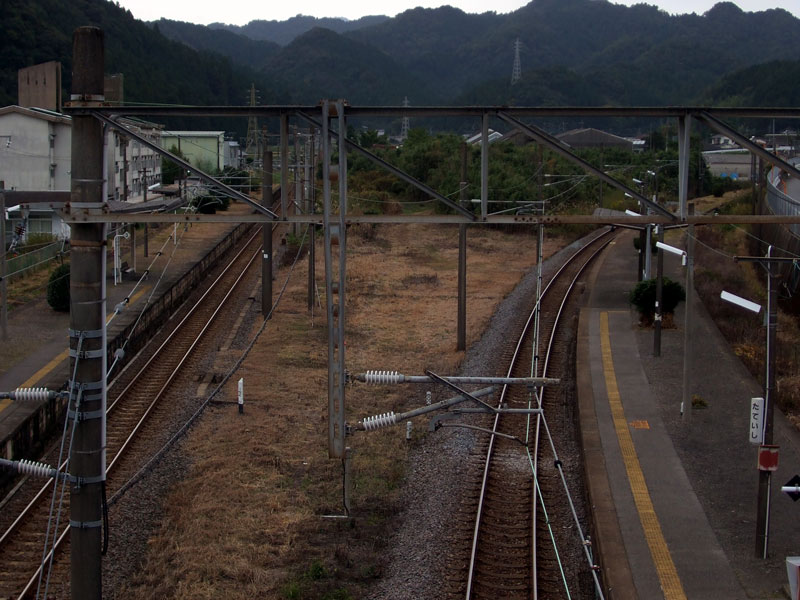
ホーム（2008年10月。跨線橋から小倉側を望む）
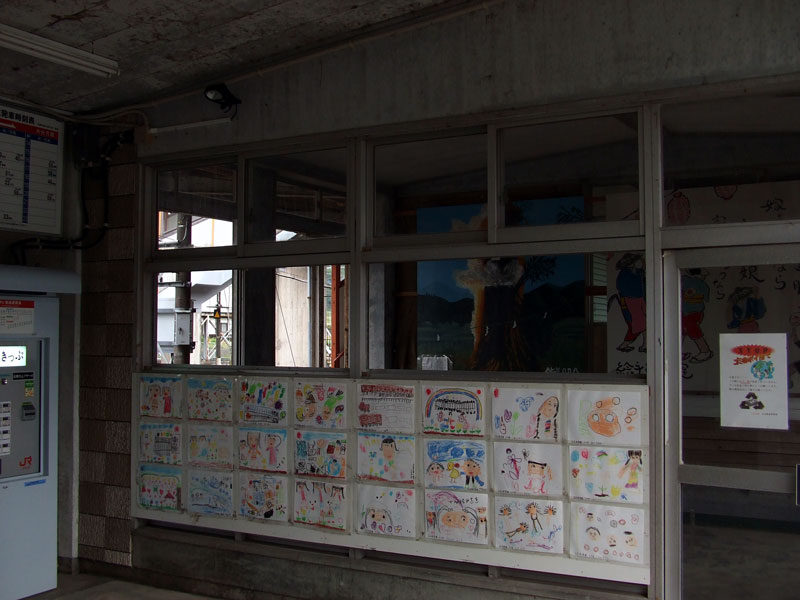
待合室（2008年10月）
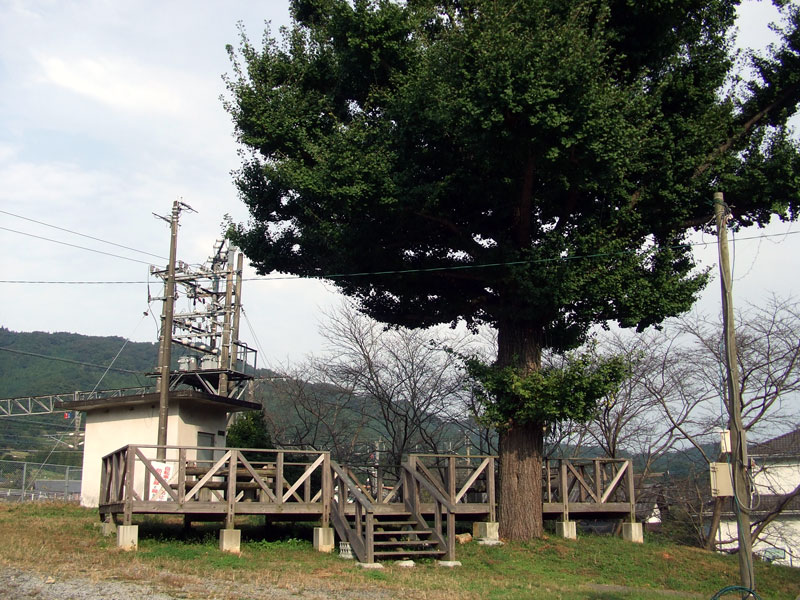
駅横の休憩スペース（2008年10月）

## 利用状況
1965年（昭和40年）度には乗車人員が161,386人（定期外:35,688人、定期:125,698人）、降車人員が162,434人で、手荷物（発送:721個、到着:314個）や小荷物（発送:1,341個、到着:1,540個）も取り扱っていた。
2015年（平成27年）度の乗車人員は13,724人（定期外:6,280人、定期:7,444人）、降車人員は13,455人である。
※1日平均乗車人員の数値は各年度版「大分県統計年鑑」による年間乗車人員の値を各年度の日数で割った値。
| 年度               | 年間 乗車人員 | 定期外 乗車人員 | 定期 乗車人員 | 一日平均 乗車人員* | 年間 降車人員 | 出典              |
| ------------------ | ------------- | --------------- | ------------- | ------------------ | ------------- | ----------------- |
| 1965年（昭和40年） | 161,386       | 35,688          | 125,698       | -                  | 162,434       | [ 12 ]            |
| -                  | -             | -               | -             | -                  | -             | -                 |
| 1990年（平成2年）  | 27,414        | 3,717           | 23,697        | -                  | 28,704        | [ 14 ]            |
| 1991年（平成3年）  | 36,226        | 10,903          | 25,323        | -                  | 33,053        | [ 15 ]            |
| 1992年（平成4年）  | 33,259        | 10,413          | 22,846        | -                  | 36,011        | [ 16 ]            |
| 1993年（平成5年）  | 39,160        | 11,109          | 28,051        | -                  | 40,569        | [ 17 ]            |
| 1994年（平成6年）  | 39,818        | 11,049          | 28,769        | -                  | 40,886        | [ 18 ]            |
| 1995年（平成7年）  | 36,698        | 10,278          | 26,420        | -                  | 38,822        | [ 19 ]            |
| 1996年（平成8年）  | 38,593        | 9,930           | 28,663        | -                  | 39,573        | [ 20 ]            |
| 1997年（平成9年）  | 32,004        | 8,827           | 23,177        | -                  | 32,952        | [ 21 ]            |
| 1998年（平成10年） | 30,965        | 8,354           | 22,611        | -                  | 31,704        | [ 22 ]            |
| 1999年（平成11年） | 24,310        | 5,556           | 18,754        | -                  | 26,804        | [ 23 ]            |
| 2000年（平成12年） | 26,558        | 8,206           | 18,352        | 73                 | 27,076        | [ 24 ]            |
| 2001年（平成13年） | 22,550        | 7,665           | 14,885        | 62                 | 23,240        | [ 25 ]            |
| 2002年（平成14年） | 22,790        | 6,850           | 15,940        | 62                 | 23,987        | [ 26 ]            |
| 2003年（平成15年） | 21,061        | 6,145           | 14,916        | 58                 | 22,073        | [ 27 ]            |
| 2004年（平成16年） | 18,669        | 6,045           | 12,624        | 51                 | 19,603        | [ 28 ]            |
| 2005年（平成17年） | 16,479        | 6,168           | 10,311        | 45                 | 16,873        | [ 29 ]            |
| 2006年（平成18年） | 15,012        | 5,219           | 9,793         | 41                 | 13,855        | [ 30 ]            |
| 2007年（平成19年） | 15,426        | 5,215           | 10,211        | 42                 | 15,515        | [ 31 ]            |
| 2008年（平成20年） | 16,819        | 5,346           | 11,473        | 46                 | 16,814        | [ 32 ]            |
| 2009年（平成21年） | 16,031        | 4,826           | 11,205        | 44                 | 16,740        | [ 33 ] [ 注釈 2 ] |
| 2010年（平成22年） | 14,133        | 4,916           | 9,217         | 39                 | 14,754        | [ 35 ] [ 注釈 2 ] |
| 2011年（平成23年） | 13,600        | 4,632           | 8,968         | 37                 | 13,736        | [ 36 ] [ 注釈 2 ] |
| 2012年（平成24年） | 12,196        | 4,555           | 7,641         | 33                 | 12,605        | [ 37 ] [ 注釈 2 ] |
| 2013年（平成25年） | 13,699        | 6,293           | 7,406         | 38                 | 13,522        | [ 38 ] [ 注釈 2 ] |
| 2014年（平成26年） | 13,683        | 6,492           | 7,191         | 37                 | 13,627        | [ 39 ] [ 注釈 2 ] |
| 2015年（平成27年） | 13,724        | 6,280           | 7,444         | 37                 | 13,455        | [ 13 ] [ 注釈 2 ] |

- 一日平均乗車人員は年間乗車人員の値を各年度の日数で割った値。

## 駅周辺
駅前には立石駅前商店街が形成され、立石町という独立した自治体であったが、1955年（昭和30年）に合併して山香町の一部となった。駅北側を国道10号が、駅南側を大分県道716号佐田山香線が通っている。
- 杵築市役所立石出張所
- 杵築日出警察署立石駐在所
- 杵築市立立石小学校
- 杵築市立北部中学校
- 立石郵便局

## 隣の駅
九州旅客鉄道（JR九州）
■日豊本線
西屋敷駅 - 立石駅 - 中山香駅